# Faro de Peñíscola
El faro de Peñíscola es una señal luminosa de Ayuda a la Navegación marítima (AtoN) situada en la Peñíscola, en la provincia de Castellón, España. Está dentro del casco urbano, bajo el castillo del Papa Luna.

## Descripción

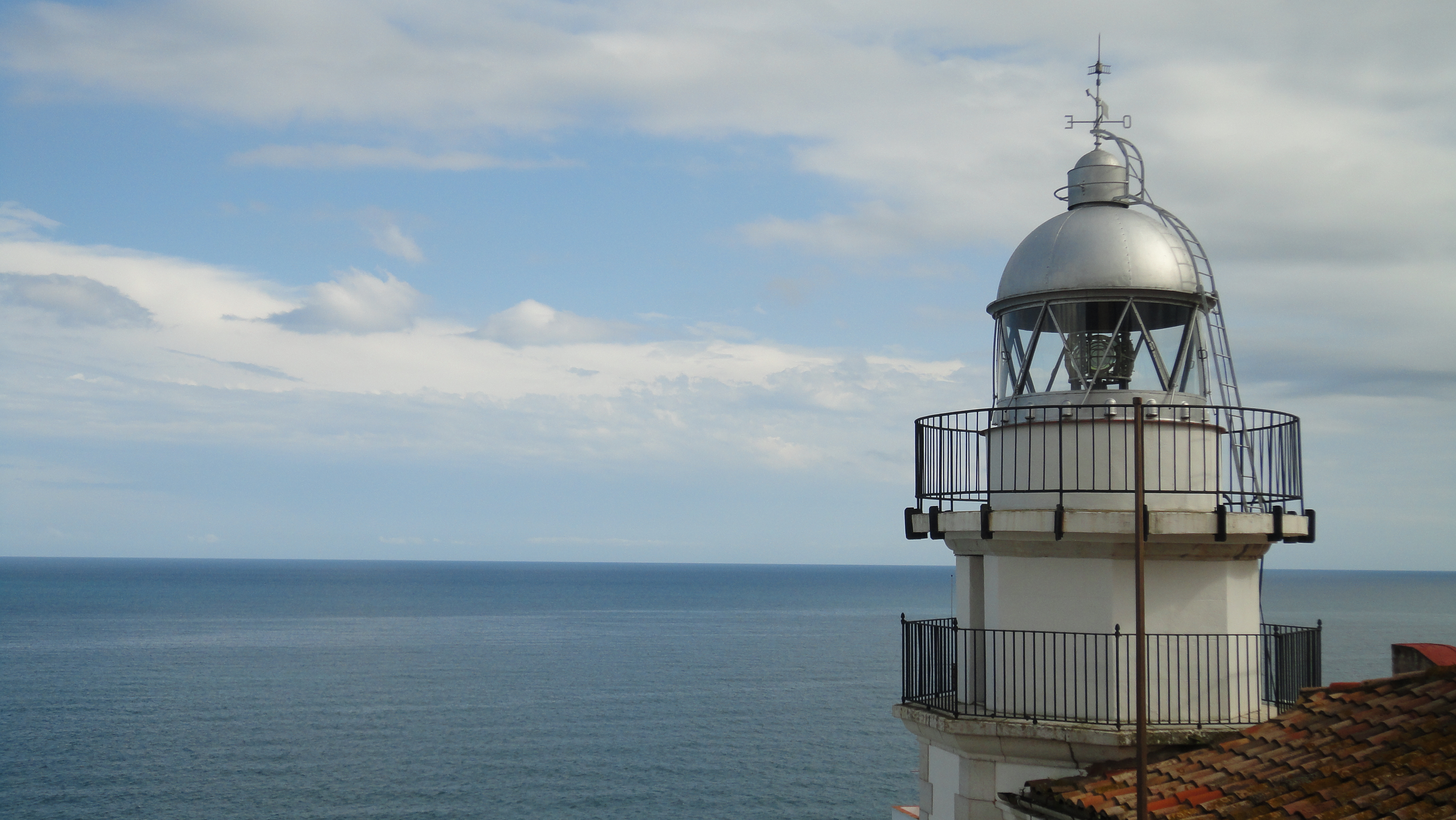
Foto que muestra el faro.

Fue inaugurado en 1899 y estaba equipado con un óptica de 3º orden que emitía una luz fija variada por dos destellos blancos y un rojo repetidos cada 60 segundos y estaba alimentada con parafina que fue luego sustituida por petróleo. En 1920 se reformó la óptica y se electrificó en 1929. La última reforma tuvo lugar en 1970 en la que adquirió sus características actuales. Está considerado como un faro con valor patrimonial y su estado de conservación es bueno aunque presenta algunas patologías ligeras de conservación.

## Características
El edificio del faro es una torre octogonal blanca de 11 metros de altura anexa a un edificio de dos plantas por una de sus esquinas. Emite una luz blanca limitada al sector entre los grados 184º y 34º en grupos de tres destellos, uno de ellos más retardado respecto de los otros dos, en 15 segundos. Su alcance nominal nocturno es de 23 millas náuticas. Posee un sistema de luz de reserva con un alcance de 12 millas náuticas. El faro está habitado, pero no es visitable.